# Adenanthos obovatus
Adenanthos obovatus är en tvåhjärtbladig växtart som beskrevs av Jacques-Julien Houtou de La Billardière. Adenanthos obovatus ingår i släktet Adenanthos och familjen Proteaceae. Inga underarter finns listade i Catalogue of Life.